# Saga Massacre
A Saga Massacre, também conhecida como "Onslaught" no Universo Marvel original, destacou-se como um evento de grande importância que conectou vários personagens dentro do Universo Marvel. Esta narrativa épica viu a luz do dia inicialmente através de várias publicações pela Marvel Comics em 1996.
Esta trama crucial se desenrolou imediatamente após o término da Era do Apocalipse, e suas repercussões tiveram um impacto drástico em todo o Universo Marvel. O personagem central e catalisador dessa crise foi o megavilão conhecido como Massacre, uma entidade feita de energia psíquica que surgiu da combinação das frustrações do Professor Xavier com a essência maligna de Magneto.
A princípio, Massacre emergiu como uma segunda personalidade dentro de Xavier, manipulando habilmente as situações para eliminar qualquer resistência ao seu plano de dominação mundial e, ao mesmo tempo, trabalhando secretamente na criação de um governo mutante. Contudo, quando Jean Grey desvendou a verdade por trás da personalidade de Massacre, ele se separou de Xavier e assumiu uma postura agressiva.
Ao sequestrar Nate Grey e Franklin Richards, Massacre almejava utilizar seus poderes para subjugar todo o planeta. Apenas por meio do sacrifício dos Vingadores e do Quarteto Fantástico foi possível derrotar esse vilão implacável. Entretanto, para surpresa de todos, os heróis não morreram, mas sim foram aprisionados em uma realidade alternativa, conforme retratado na saga Heróis Renascem, uma criação de Franklin Richards.

## Publicação no Brasil
No Brasil, a Saga Massacre foi publicada pela primeira vez pela Abril Jovem em 1998 e, em 2015, obteve uma nova edição em quatro volumes pela Panini Comics.